# Wisłok Środkowy z Dopływami
Wisłok Środkowy z Dopływami este o arie protejată (sit de importanță comunitară — SCI) din Polonia întinsă pe o suprafață de 1.064,64 ha, integral pe uscat.

## Localizare
Centrul sitului Wisłok Środkowy z Dopływami este situat la coordonatele 49°47′46″N 21°39′24″E / 49.796°N 21.6568°E.

## Înființare
Situl Wisłok Środkowy z Dopływami a fost declarat sit de importanță comunitară în octombrie 2009 pentru a proteja 14 specii de animale.

## Biodiversitate
Situată în ecoregiunea continentală, aria protejată conține 4 habitate naturale: Pajiști cu Molinia pe soluri calcaroase, turboase sau argilos-nămoloase (Molinion caeruleae), Fânețe de joasă altitudine (Alopecurus pratensis, Sanguisorba officinalis), Păduri de stejar și carpen Galio-Carpinetum, Păduri aluvionare cu Alnus glutinosa și Fraxinus excelsior (Alno-Padion, Alnion incanae, Salicion albae).
La baza desemnării sitului se află mai multe specii protejate:
- mamifere (1): vidră de râu (Lutra lutra)
- nevertebrate (4): fluturele purpuriu (Lycaena dispar), Phengaris nausithous, Phengaris teleius, Unio crassus
- pești (9): avat (Aspius aspius), Barbus carpathicus, zvârluga (Cobitis taenia), zglăvoacă (Cottus gobio), cicar (Lampetra planeri), țipar (Misgurnus fossilis), boarță (Rhodeus amarus), Romanogobio albipinnatus, porcușor de nisip (Romanogobio kesslerii)